# سبخة زاغز الغربي
سبخة زاغز الغربي من أشهر البحيرات بولاية الجلفة والتي تقع داخل نطاق بلديتي المصران وحاسي بحبح وتتربع البجيرة على مساحة 52200هآ وصنف كمنطقة محمية في 04 جوان 2003

## وصف
يعد الموقع منخفضًا داخليًا به العديد من البحيرات والبرك الدائمة والموسمية والأراضي الرطبة التي تهيمن عليها الشجيرات ، وتقع بين النطاقات الشمالية والجنوبية لجبال أطلس. السبخة (المسطح الملحي) حول الشط (البحيرة المالحة) تدعم الغطاء النباتي الذي يميز السهول العالية لمنطقة السهوب المغاربية. تم العثور على ما لا يقل عن ستة أنواع من النباتات المحبة للرمل والملح نادرة في المنطقة ، بما في ذلك Herniaria mauritanica و Cordylocarpus muricatus و Tetraena cornuta و Salicornia arabica. بصرف النظر عن إنتاج الملح سواء تقليديا أو بالطريقة الحديثة ، والذي كان يُمارس دائمًا في السبخة ، فإن مراعي زهرز الغربي معروفة بشكل خاص بإنتاج لحوم البقر ولحم العجل وأغنام "أولاد جلال" المحلية. المنطقة المجاورة بها محصول حبوب الكفاف ومساحات صغيرة للتنمية الزراعية بتمويل من الدولة.

## جغرافيا

### جيولوجيا
تتميز منطقة زهرز بخط متزامن كبير غير منتظم ، أوسع في الغرب بمقدار 50 كم منه في الشرق بمقدار 30 كم ، وطولها حوالي 140 كم مع اتجاه شمال - شرق - جنوب - غربي. الطبقات الجيولوجية لمستجمعات المياه ، التي تنتمي أساسًا إلى العصر الطباشيري ، مغطاة بطبقة ثلاثية قارية تعلوها رواسب من العصر الرباعي. يتكون العصر الطباشيري من طبقات من الحجر الجيري والمارل والطين والحجر الرملي الضخم المسامي والنافذ. يتم تمثيل التعليم العالي ، القاري بالكامل ، بشكل أساسي. منة من قبل الأفق التكتلي في القاعدة والمزيد من الطين في الجزء العلوي. تتكون الرواسب الرباعية بشكل أساسي من منحدرات الصخور الكبيرة والكثبان الرملية والطمي الغريني والقشور الرقيقة من الحجر الجيري المتقطع. تشكل السلسلة الطباشيري الركيزة الأساسية ، في حين أن الرواسب الرباعية هي المهيمنة في الأحواض.
الإطار الجيولوجي هو في الأساس نتيجة الطي الثلاثي ، سلسلة العصر الطباشيري ، التي تشكل إطارجبال أولاد نايل، تم طيها بقوة في اتجاه عام بين الجنوب الغربي والشمال الشرقي. تم بعد ذلك تمييز حجرة زهرز بوضوح عن الجزء الجبلي من خلال ربط هيكل يقع بين آخر طيتين متعارضتين في مجال أطلس الجنوب التكتوني.

### مناخ
يعتبر مناخ منطقة الجلفة من النوع المتوسطي ويتأثر بشدة بالاحتباس الحراري ، مع زيادة الجفاف منذ بداية القرن العشرين

### الهيدروغرافيا
يتغذى المنخفض على عدة أنهار ، أبرزها أودية الملاح والزوبيا والحجة. تساعد الروافد ، بالإضافة إلى تربتها غير النفاذة التي تبطئ من تسرب المياه ، على تكوين جسم مائي 

### الجيومورفولوجيا
أعطت تحليلات المياه في وادي الملاح تقلبات في العمق ومستوى المياه: عمق منسوب المياه في المنخفضات بين الكثبان منخفضة ، من 50 إلى 100 سم. خلال فترات الأمطار ، عندما يصل الماء إلى سطح الأرض ، يمكننا ملاحظة البحيرات الحقيقية التي تبقى لفترة قصيرة فقط. يأخذ منسوب المياه الجوفية أهمية أكبر في المنطقة المركزية حيث يصبح محتوى الملح أكبر. محيط Chott مليء بالينابيع المتدفقة (Cornet ، 1952).

#### منطقة مستجمعات المياه
تبلغ مساحة حوض الزهرز الغربي 5،601 كيلومتر مربع (جرمون ، 1977) مناخياً ، منطقة زهرز هي الأقل قاحلة من منطقة شوتس الكبيرة في المرتفعات. تقع المحطات المناخية في المنطقة (الجلفة وقلتة السطل ) في المرحلة المناخية الحيوية القاحلة العلوية مع فصول الشتاء الباردة والباردة.

#### السيطرة على الفيضانات
يتسم تدفق الأنهار ، التي تسمى الواد ، من النوع الداخلي ، كما هو الحال في جميع الشطوط ، بغياب الوديان الدائمة الجافة لجزء كبير من السنة. ، من 6 إلى 10 أشهر ، عنيفة وتم تسجيل فيضانات غزيرة أثناء العواصف وأمطار الشتاء. تغذية المياه الجوفية: يعتبر نهر الزهربي ، بسبب اتساع مساحته وموقعه الجغرافي الحيوي في منطقة هدنة ، المنفذ الرئيسي للمياه السطحية والجوفية من 22 نهراً ، ويساهم في الحفاظ على التوازنات المائية. على هذا النحو ، فإنه يخزن أهم وأشهر موارد المياه المتمثلة في نوعين من طبقات المياه الجوفية ، الخزان الجوفي المسؤول والمياه الجوفية ، وكلاهما يتم استغلالهما للري ، لاحتياجات مجموعات التنمية الزراعية والاستخدامات الحضرية والصناعية.

## وصلة خارجية
- شط زاغز الغربي